# John Cutler (Händler)

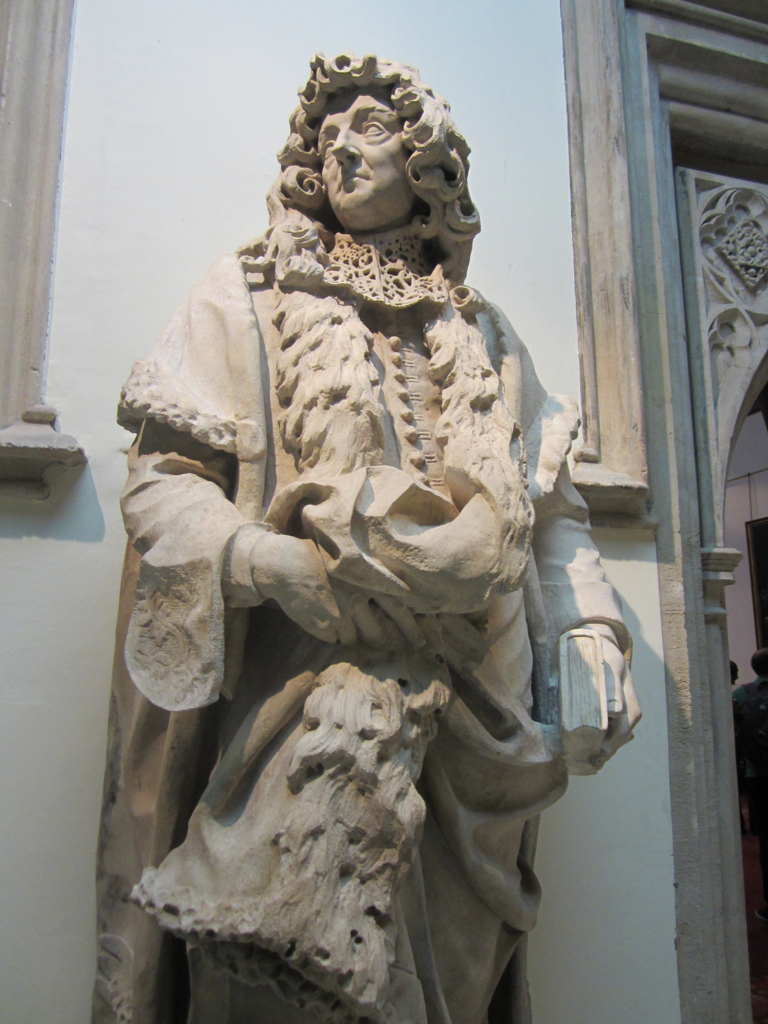
Sir John Cutler, 1. Baronet

Sir John Cutler, 1. Baronet (* um 1608; † 15. April 1693) war ein englischer Händler und Finanzmann. Er ist der Stifter der am Gresham College abgehaltenen Cutler-Vorlesung.

## Leben und Wirken
John Cutler war der Sohn von Sir Thomas Cutler, einem Mitglied der Worshipful Company of Grocers. Er gab seine Handelsgeschäfte frühzeitig auf und wandte sich Finanzgeschäften zu. Cutler spezialisierte sich auf die Darlehensvergabe an verarmte Landbesitzer, für die er im Gegenzug deren Grundbesitz als Sicherheit nahm. Auf diese Weise erwarb er während des englischen Interregnums von 1649 bis 1660 einen beträchtlichen Landbesitz.
Nach der Restauration des englischen Königshauses lieh er diesem 5000 Pfund, das ihm am 12. November 1660 im Gegenzug den erblichen Adelstitel Baronet, of London, verlieh. 1664 stiftete Cutler für Robert Hooke die mit 50 Pfund jährlich dotierte Cutler-Vorlesung des Gresham Colleges. Am 9. November 1664 wurde er dafür als Ehrenmitglied in die Royal Society gewählt. 1673 gehörte er dem Council der Royal Society an. Nach dem Großen Brand von London beteiligte er sich unter anderem an der Finanzierung des Wiederaufbaus der Empfangs- und Speiseräume der Grocers’ Company und des Royal College of Physicians.
1676 hatte er das Amt des High Sheriff of Kent inne. Von 1679 bis 1680 war er Abgeordneter im House of Commons für das Borough Taunton in Somerset und von 1689 bis 1693 für das Borough Bodmin in Cornwall.
John Cutler wurde am 28. April 1693 auf dem Friedhof der St Margaret’s Church in Westminster beigesetzt. Da er keine Söhne hatte, erlosch sein Adelstitel bei seinem Tod.

## Nachweise
- John Gorton: A General Biographical Dictionary. Band 1, Whittaker, London 1833, ohne Seitenzahlen, (online).
- D. W. Hayton: Cutler, Sir John (1607/8–1693). In: Oxford Dictionary of National Biography. Oxford University Press, 2004, Online-Ausgabe, Januar 2008, doi:10.1093/ref:odnb/6980, (abgerufen am 21. Februar 2011).
- Hugh James Rose: A New General Biographical Dictionary. Band 6, Fellowes [u. a.], London 1848, ohne Seitenzahlen, (online).